# 騎官九
豺狼座ο，又名CD-43 9391，HD 130807、SAO 225248、HR 5528，是豺狼座的一颗恒星，视星等为4.32，位于銀經324.9，銀緯14.11，其B1900.0坐标为赤經14h 45m 6.5s，赤緯-43° 14.11′ 41″。